# Mark Catesby

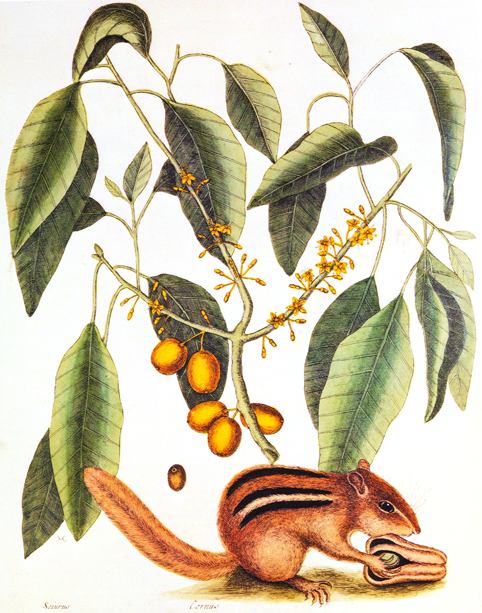
Rycina z Natural History of Carolina, Florida and the Bahama Islands (1731–1743)

Mark Catesby (ur. 24 marca 1683, zm. 23 grudnia 1749) – angielski przyrodnik. W latach 1729–1747 opublikował swoje opus magnum: Natural History of Carolina, Florida and the Bahama Islands (Historia naturalna Karoliny, Florydy i Wysp Bahama). Była to pierwsza próba opisania flory i fauny Ameryki Północnej. Praca zawierała 220 barwnych rycin przedstawiających okazy ptaków, gadów, płazów, ryb, owadów, ssaków oraz roślin z tego regionu.

## Życie i twórczość
Catesby urodził się 24 marca 1683 roku w Castle Hedingham w hrabstwie Essex we wschodniej Anglii. Jego ojciec – prawnik John Catesby – posiadał farmę i dom w Sudbury (Suffolk), gdzie Catesby spędził dzieciństwo razem z matką Elizabeth Jekyll oraz siostrą Elisabeth. Znajomość z przyrodnikiem Johnem Rayem obudziła w Catesbym zainteresowanie historią naturalną i zainspirowała do podjęcia studiów w Londynie. Spadek po zmarłym ojcu oraz znajomość z doktorem Williamem Cocke – urzędnikiem kolonialnym w mieście Williamsburg w Wirginii, za którego wyszła jego siostra – umożliwiły młodemu przyrodnikowi podróż za ocean. W 1712 roku Catesby wyruszył w siedmioletnią podróż, która obejmowała kolonie brytyjskie w Ameryce Północnej oraz Indie Zachodnie. Do Anglii powrócił w 1719 roku.

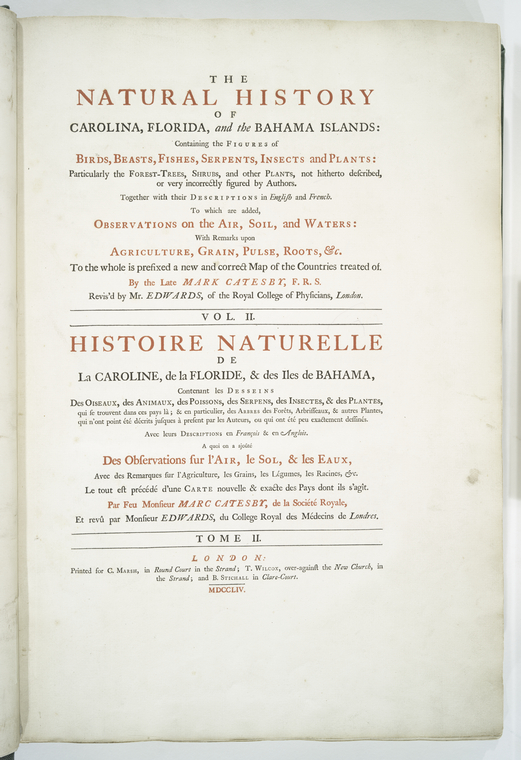
Strona tytułowa drugiego tomu The Natural History of Carolina, Florida and the Bahama Islands, London, 1754

Zebrane podczas wyprawy do Wirginii nasiona oraz okazy roślin Catesby wysyłał do Thomasa Fairchailda w Hoxton, dzięki czemu jego nazwisko stało się znane w angielskim środowisku naukowym. Dzięki rekomendacji Williama Sherarda w 1722 roku Catesby podjął się zorganizowania w imieniu Towarzystwa Królewskiego w Londynie ekspedycji do kolejnej kolonii brytyjskiej: Karoliny. Catesby osiedlił się Charleston w Południowej Karolinie, skąd wyruszał na eskapady do wschodnich rejonów Ameryki Północnej oraz do Indii Zachodnich. Wiele z zebranych wtedy okazów roślin i zwierząt Catesby wysyłał do Londynu do przyrodników Hansa Sloane’a oraz Williama Sherarda. Do Anglii powrócił w 1726 roku.

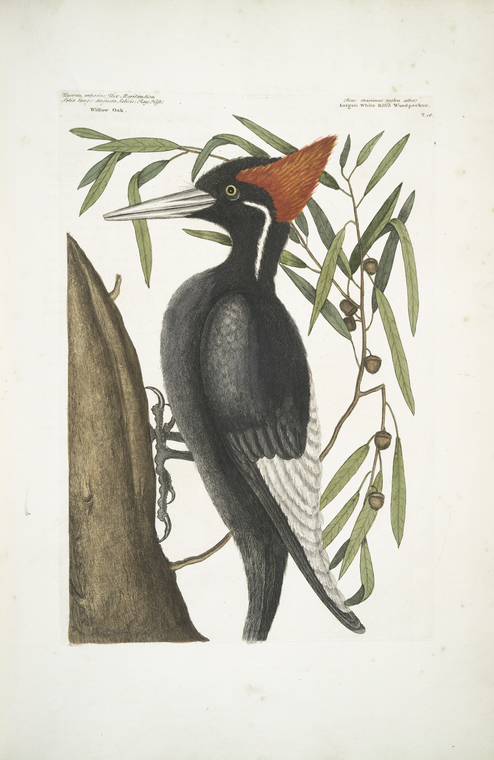
Quercus Anpotius. Rycina z Natural History of Carolina, Florida and the Bahama Islands (1731–1743)

Następnych siedemnaście lat zajęło Catesby’emu ukończenie The Natural History of Carolina, Florida and the Bahama Islands. Publikację dzieła sfinansowano dzięki wolnej od oprocentowania pożyczce, jakiej udzielił przyrodnikowi jeden z członków Towarzystwa Królewskiego, Peter Collinson. Warto wspomnieć, że Catesby jako pierwszy umieścił kolorowe plansze przedstawiające okazy flory i fauny w książce poświęconej historii naturalnej. Techniki sztychu nauczył się sam. Pierwszy tom swojej Naturalnej historii Catesby ukończył w 1731 roku, za co w lutym 1733 roku uhonorowano go członkostwem w Towarzystwie Królewskim. Drugi tom gotowy był dziesięć lat później. W latach 1746–1747, dzięki materiałom przysłanym z Ameryki przez Johna Bartrama, Catesby przygotował jeszcze suplement do swojej pracy. Szkice do Naturalnej historii znajdują się obecnie w Royal Library w zamku Windsor. 
5 marca 1747 roku w Towarzystwie Królewskim Catesby wygłosił odczyt „Of birds of passage” (O ptakach wędrownych), który obecnie uznawany jest za jedną z pierwszych prób naukowego opisania migracji ptaków. Tego samego roku przyrodnik poślubił Elizabeth Rowland. Catesby zmarł w swoim domu na Old Street w Londynie dzień przed wigilią Bożego Narodzenia 1749 roku. Jego Hortus britanno-americanus ... opublikowane zostało pośmiertnie w 1763 roku, a następnie pod zmienionym tytułem Hortus Europae americanus ... w 1767 roku. Z jego prac korzystało wielu przyrodników, m.in. Karol Linneusz w dziesiątej edycji swojej Systema Naturae (1758). 
Na cześć autora Natural history of Carolina, Florida and the Bahama Islands Linneusz sklasyfikował rodzaj niewielkich roślin z rodziny marzanowatych jako Catesbaea.

## Galeria obrazów Marka Catesby’ego

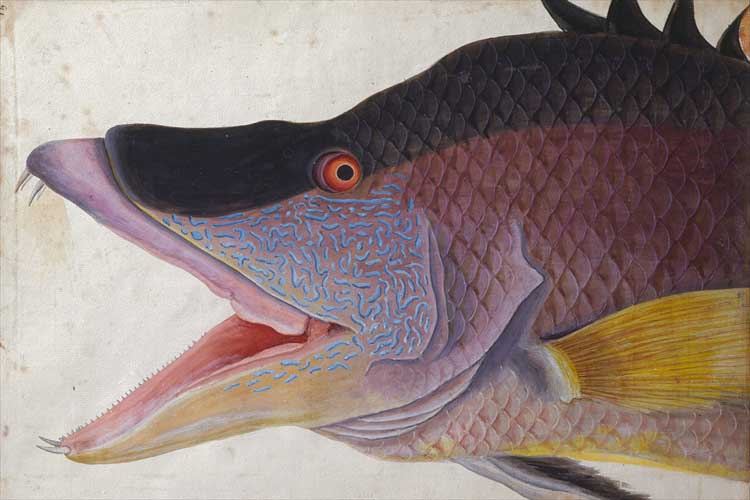
Lachnolaimus maximus, 1725
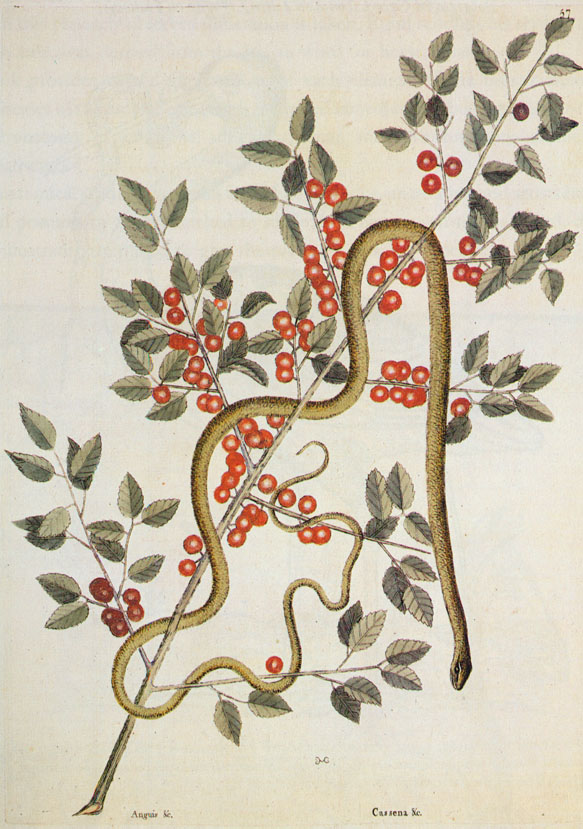
Anguinis viridis, 1743
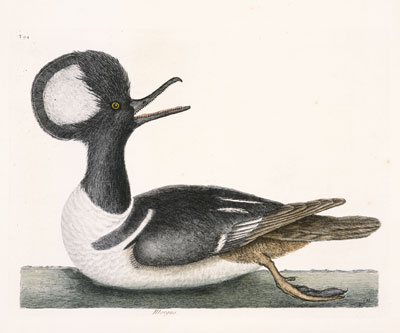
Lophodytes cucullatus, 1748
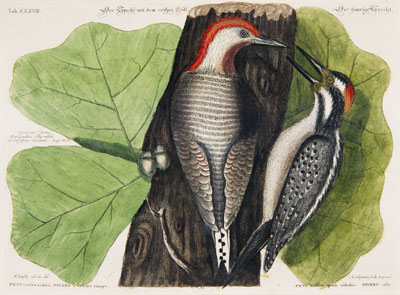
Ventre Rubro, 1749
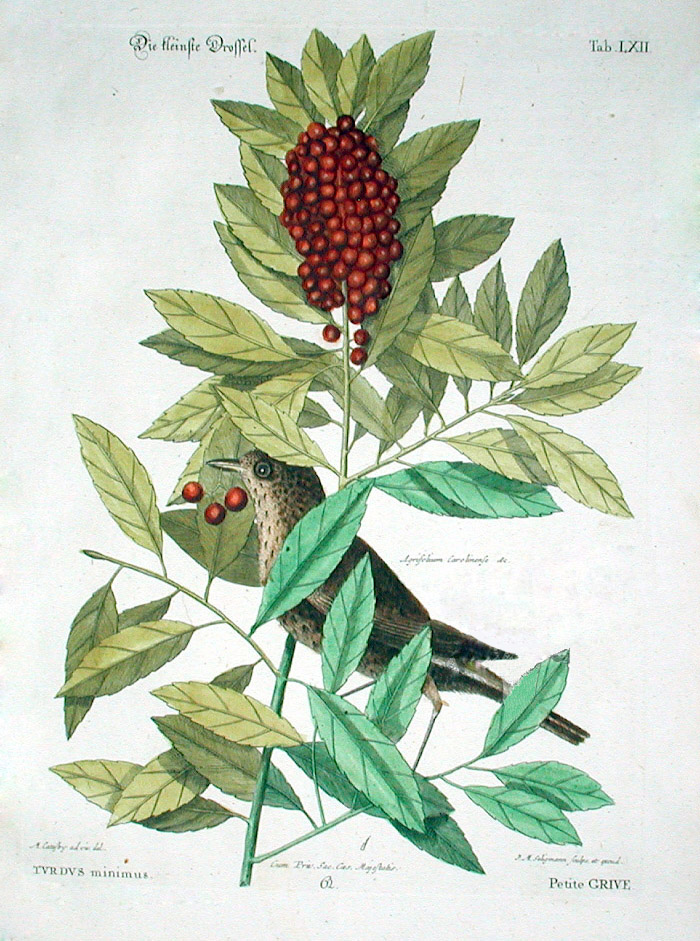
Turdus minimus, 1754
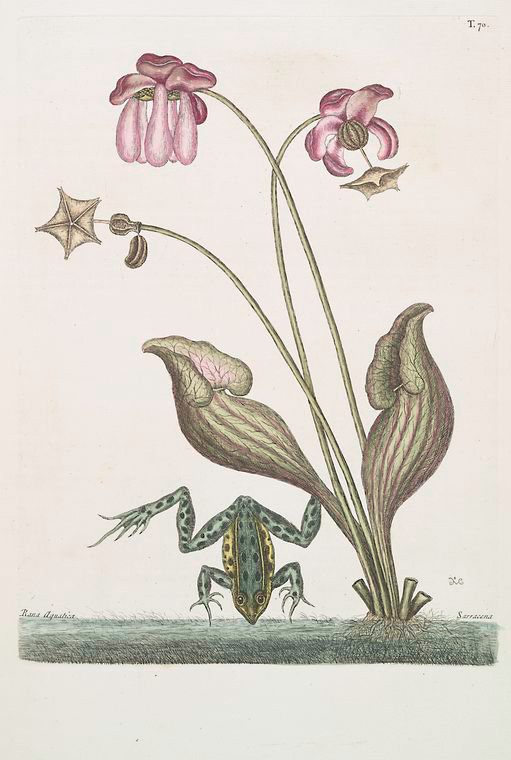
Rana Aquatica The Water-Frog, 1754
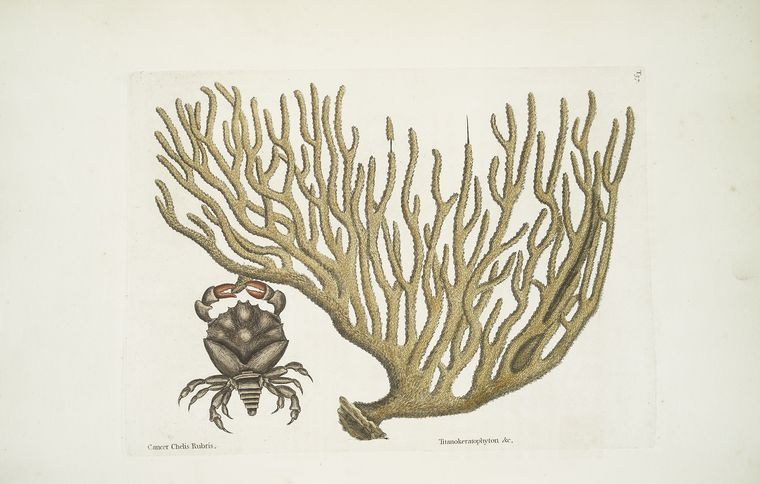
Cance Chelis Rubis, The red-claw Crab; Titanokeratophyton &c., 1754
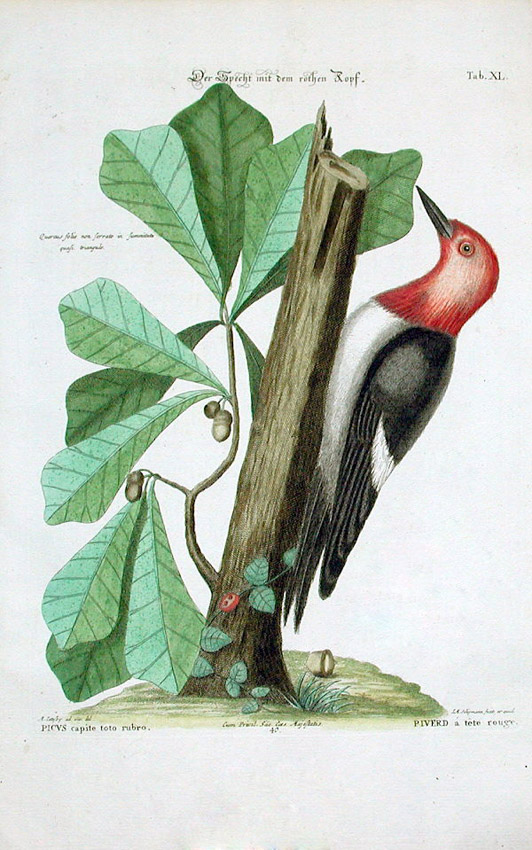
Melanerpes erythrocephalus, 1754
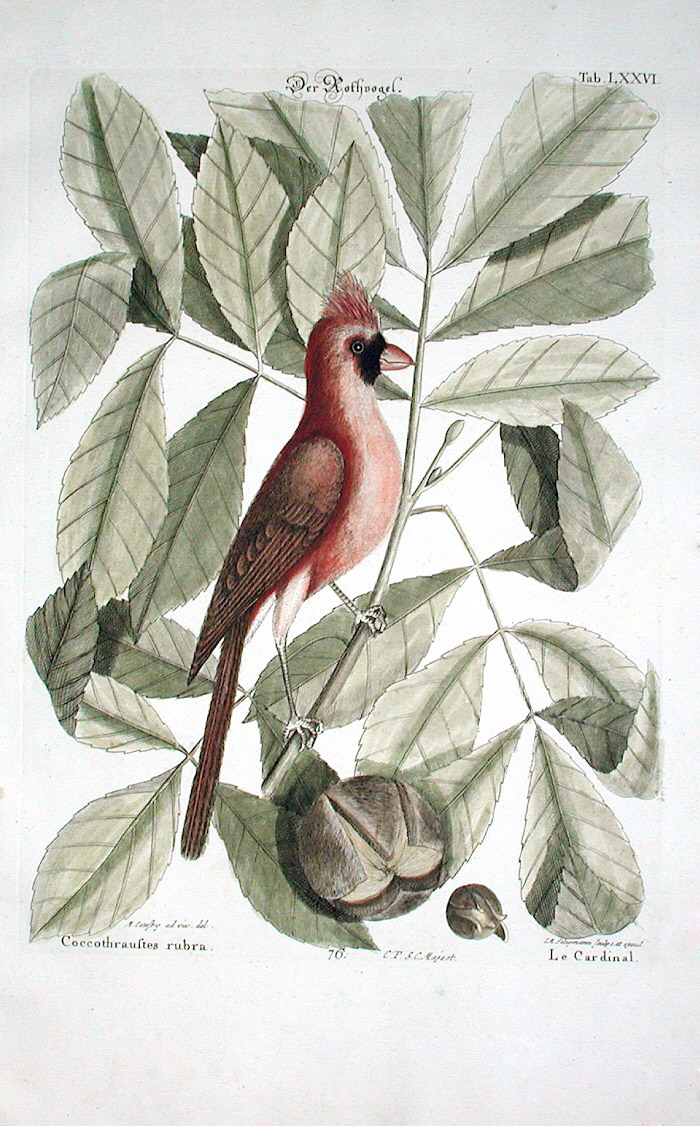
Coccothraustes rubra, 1754
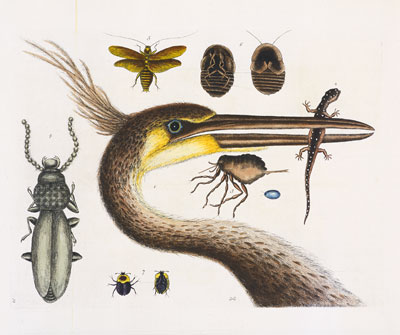
Ardea herodias, 1771